# Léo Cordeiro
Leonardo Cordeiro de Lima Silva (Espinosa, 27 settembre 1995) è un calciatore brasiliano, centrocampista dell'Estrela Amadora.

## Biografia
È fratello del calciatore Leandrinho.

## Carriera
Il 2 giugno 2019 ha firmato un contratto professionistico con il Gil Vicente. Ha debuttato il 25 agosto 2019 in un pareggio per 1-1 contro il Braga in Primeira Liga.
Il 2 agosto 2022 ha firmato con il Mafra.
Il 7 luglio 2023 l'Estrela Amadora neopromosso in Primeira Liga ha annunciato l'ingaggio di Cordeiro.

## Statistiche

### Presenze e reti nei club
Statistiche aggiornate al 21 settembre 2023.
| Stagione        | Squadra         | Campionato      | Campionato | Campionato | Coppe nazionali | Coppe nazionali | Coppe nazionali | Coppe continentali | Coppe continentali | Coppe continentali | Altre coppe | Altre coppe | Altre coppe | Totale | Totale | Totale |
| Stagione        | Squadra         | Comp            | Pres       | Reti       | Comp            | Pres            | Reti            | Comp               | Pres               | Reti               | Comp        | Pres        | Reti        | Pres   | Reti   |        |
| --------------- | --------------- | --------------- | ---------- | ---------- | --------------- | --------------- | --------------- | ------------------ | ------------------ | ------------------ | ----------- | ----------- | ----------- | ------ | ------ | ------ |
| 2015            | Rio Claro       | PAU             | 1          | 0          |                 | -               | -               |                    | -                  | -                  |             | -           | -           | 1      | 0      |        |
| 2017            | Tricordiano     | MIN             | 3          | 0          |                 | -               | -               |                    | -                  | -                  |             | -           | -           | 3      | 0      |        |
| 2017-2018       | Espinho         | CdP             | 27         | 2          | CP              | 0               | 0               |                    | -                  | -                  |             | -           | -           | 27     | 2      |        |
| 2018-2019       | Espinho         | CdP             | 33         | 3          | CP              | 1               | 0               |                    | -                  | -                  |             | -           | -           | 34     | 3      |        |
| 2019-gen. 2020  | Gil Vicente     | PL              | 3          | 0          | CP+Cdl          | 0+3             | 0               |                    | -                  | -                  |             | -           | -           | 6      | 0      |        |
| gen.-giu. 2020  | Lourosa         | CdP             | 5          | 2          | CP              | 2               | 0               |                    | -                  | -                  |             | -           | -           | 25     | 0      |        |
| 2020-2021       | Vilafranquense  | SL              | 31         | 1          | CP+Cdl          | 2+0             | 0               |                    | -                  | -                  |             | -           | -           | 33     | 1      |        |
| 2021-2022       | Vilafranquense  | SL              | 25         | 1          | CP+Cdl          | 0+1             | 0               |                    | -                  | -                  |             | -           | -           | 26     | 1      |        |
| 2022-2023       | Mafra           | SL              | 33         | 3          | CP+Cdl          | 2+3             | 0               |                    | -                  | -                  |             | -           | -           | 38     | 3      |        |
| 2023-2024       | Estrela Amadora | PL              | 5          | 1          | CP+Cdl          | 0+1             | 0               |                    | -                  | -                  |             | -           | -           | 6      | 1      |        |
| Totale carriera | Totale carriera | Totale carriera | 166        | 13         |                 | 20              | 0               |                    | -                  | -                  |             | -           | -           | 186    | 13     |        |